# Muhongo Mons
Il Muhongo Mons è una struttura geologica della superficie di Venere.